# Dan Johansson (speldesigner)
Dan Johansson, född 1977 i Västerbotten, är en svensk spelkonstruktör. Sedan 1997 en av Sveriges mest publicerade rollspelsförfattare, bland annat upphovsman till ett stort antal böcker för rollspelet Eon. Han har berättat om sina verk och om sitt arbete som spelkonstruktör i flertalet böcker, tidningsartiklar och poddar.

## Utgivna spel

### Tryckta spel och speltillbehör
- Ur stoft och sot. (2021). Helmgast. ISBN 978-91-986411-1-0
- Genom vind och glas. (2021). Helmgast. ISBN 978-91-986411-0-3
- Ödesväven. (2015). Helmgast. ISBN 978-91-982098-2-2
- Av blod komna. (2007). Neogames. ISBN 91-85223-35-2
- Katres gåtor. (2006). Neogames. ISBN 91-85223-34-4
- Krigsherren. (2006). Neogames. ISBN 91-89128-44-3
- Diamantäpplet. (2004). Neogames. ISBN 91-85223-33-6
- Barbarer & Människofolk.† (2004). Neogames. ISBN 91-89128-42-7
- Eon: Spelledarens guide.† (2004). Neogames. ISBN 91-89128-92-3
- Eon: Spelarens bok.† (2004). Neogames. ISBN 91-85223-91-3
- Eon: Grand Luxe.† (2004). Neogames. ISBN 918912895-8
- Vapenmästaren.† (2003). Neogames. ISBN 918912843-5
- Geografica Mundana.† (2002). Neogames. ISBN 918912840-0
- Riddaren. (2002). Neogames. ISBN 918912829-X
- Legender & hemligheter. (2001). Neogames. ISBN 918912824-9
- Spelarens handbok. (2000). Neogames. ISBN 918912802-8
- Religioner: Gudarnas kamp.† (1999). Neogames. ISBN 91-8912813-3
- Tiraker: Mörkrets döttrar. (1999). Neogames. ISBN 91-8912815-X
- Krigarens väg.† (1998). Neogames. ISBN 91-8912814-1
- Asharien & Soldarn. (1998). Neogames. ISBN 91-8912812-5
- Jarla: Äventyr & stadskampanj. (1997). Neogames. ISBN 91-8912809-5

### Tryckta speltexter
- Monsterlaboratoriet. (2018). I: Monster i Masona. Eloso förlag.[8]
- Trilohna. (2017). I: Västanhavet och Sem Saros. Eloso förlag.[9]
- Sjukdomar, örter & gifter. (2000 & 2002). I: Eon 2ed och Eon 2ed Deluxe. Neogames.

### Tryckta spelartiklar
- Spegelmakt. (2017). Fenix 1.
- Auserna.† (2004). Fenix 6.
- HeroClix-skolan del 2: En vinnande spelidé. (2004). Fenix 3.
- HeroClix-skolan del 1: En introduktion till HeroClix. (2004). Fenix 2.
- Bensamlarna. (2001). Codex 11.
- Tre konungars tankar. (2001). Codex 10.
- Damian Sarrius dagbok. (2001). Codex 8.
- Kunskaparen. (2001). Codex 7.
- Khanars bok. (2000). Codex 5.

† = Som medförfattare.